# Kościół św. Wojciecha w Łodzi
Kościół św. Wojciecha w Łodzi – kościół położony w dzielnicy Górna na rogu ulic Rzgowskiej i św. Wojciecha. Jest miejscem spotkań i modlitw rzymskokatolickiej parafii św. Wojciecha. 

## Historia
Aktualnie istniejący kościół został wybudowany w latach 1902–1924 według projektu warszawskiego architekta Józefa Dziekońskiego. Parafię św. Wojciecha erygował 1892 roku abp warszawski Wincenty Teofil Chościak Popiel. Kościół został poświęcony w 1929 roku przez pierwszego łódzkiego ordynariusza, bpa Wincentego Tymienieckiego. Kościół jest miejscem odprawiania mszy do dzisiaj.

## Architektura
Kościół jest murowany, trzynawowy z dość szerokim transeptem. W końcach transeptu znajdują się kaplice. Dach na nawie głównej jest wysoki i bardzo spadzisty, natomiast na nawach bocznych nachylenie dachu jest mniejsze.
Świątynia posiada dwie, nierównej wysokości wieże, wzorowane przez autora projektu na kościele Mariackim w Krakowie. Zaprojektowane zostały przez Wiesława Kononowicza, a ich budowę ukończono w 1938 roku.
Wnętrze ma charakter głównie neogotycki. Najcenniejszym obiektem jest obraz Matki Boskiej Pocieszenia nazywanej Matką Boską Chojeńską – namalowany na modrzewiowej desce w latach 1600–1620. Z uwagi na ów malunek kościół św. Wojciecha znalazł się w rejestrze Sanktuariów Maryjnych w Polsce.

## Witraże
Kościół posiada trzynaście witraży w ogólnodostępnych częściach, oraz trzy w pomieszczeniach na co dzień niedostępnych (dwa po bokach prezbiterium i jeden w bocznej kaplicy. Powstały w latach 1956 - 1961 na zamówienie księdza Jana Fondalińskiego, ówczesnego proboszcza parafii, według projektu Heleny Papée-Bożyk i Edwarda Kwiatkowskiego, założyciela Pracowni Witrażu na Wydziale Sztuk Pięknych Uniwersytetu Mikołaja Kopernika w Toruniu.
Nad bramą od strony ulicy Rzgowskiej znajduje się mosiężna kula z datą 1643 oraz literami CCIM, co stanowi skrót łacińskiego zdania Civis Cracoviensis Ioannes Mvlinowic, czyli mieszczanin krakowski Jan Mulinowic. Kula wcześniej znajdowała się na wieży drewnianego kościoła stojącego w tym miejscu, a upamiętnia Jana Mulinowicza.
Na wieży wiszą trzy dzwony odlane w łódzkiej odlewni Metalut w 1953.

## Galeria

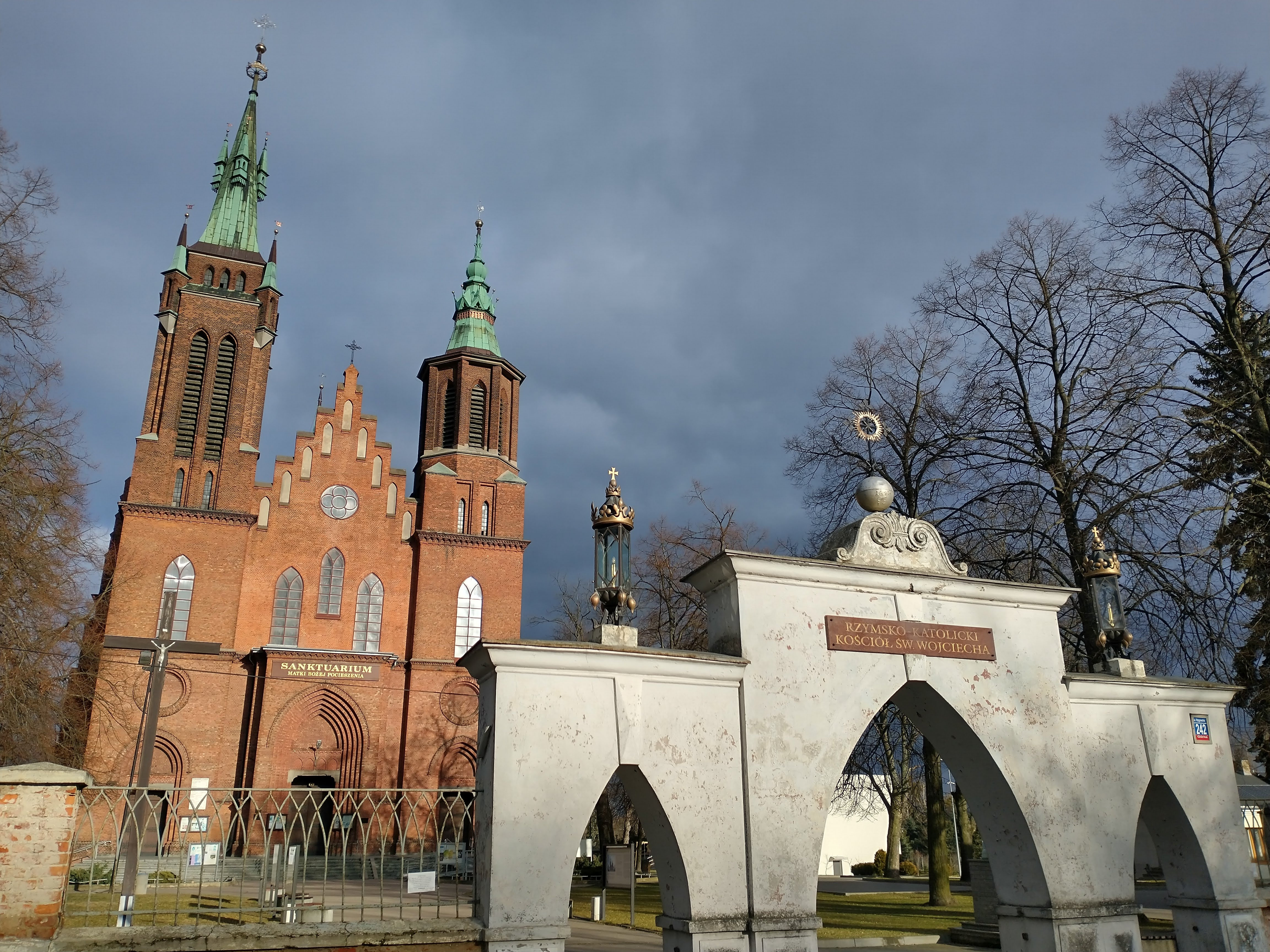
Widok wraz z bramą
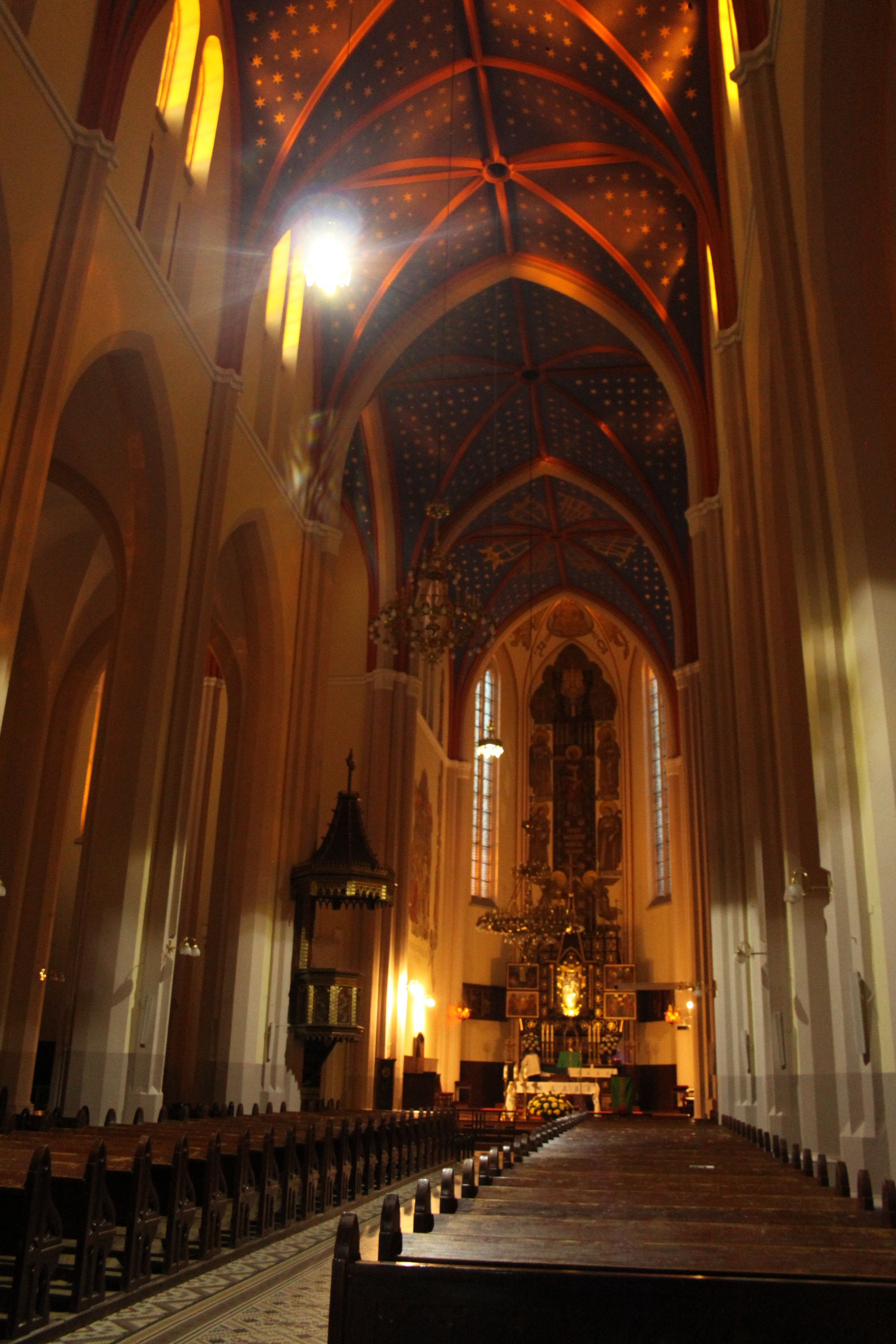
Wnętrze
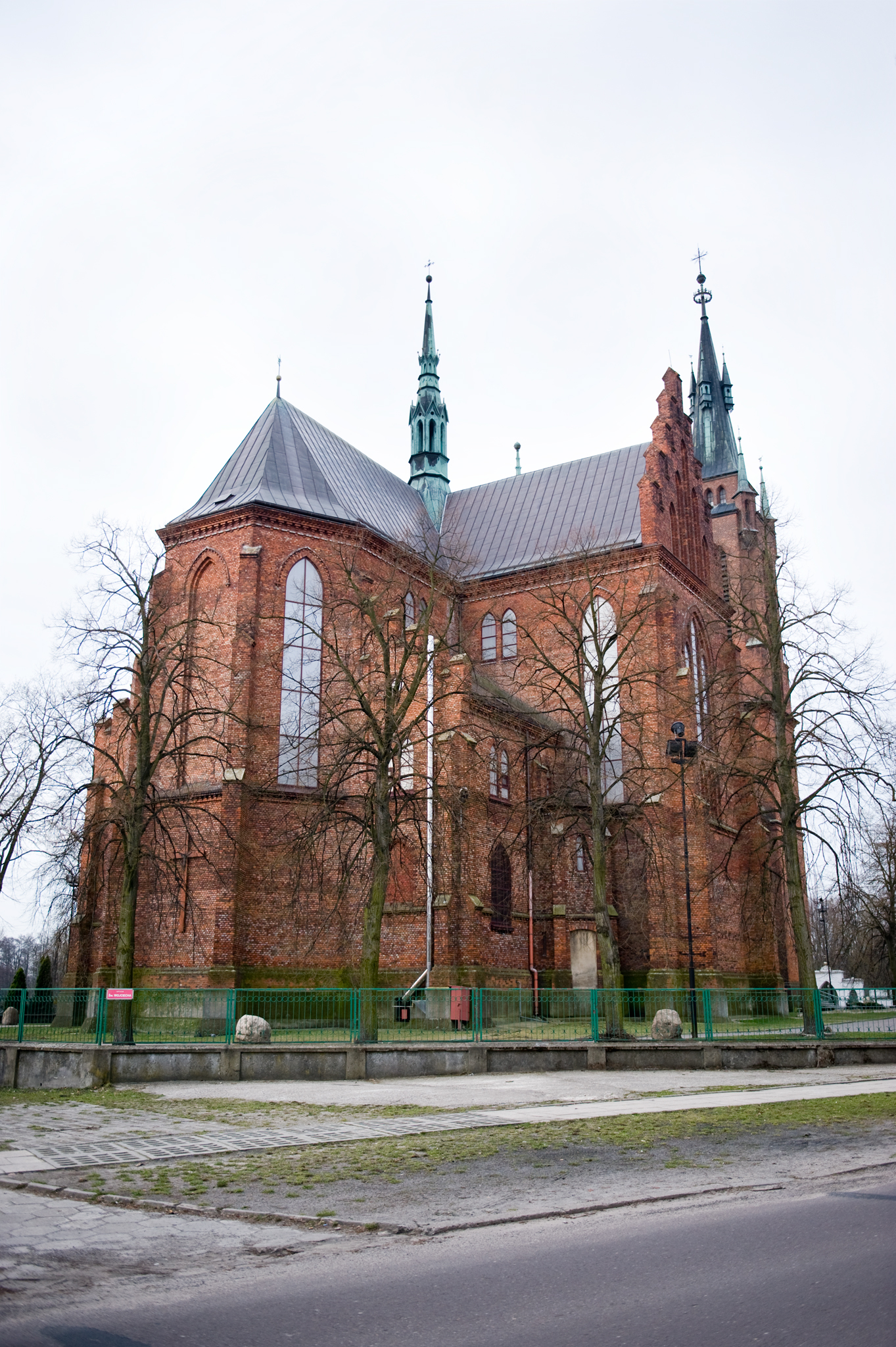
Widok od prezbiterium
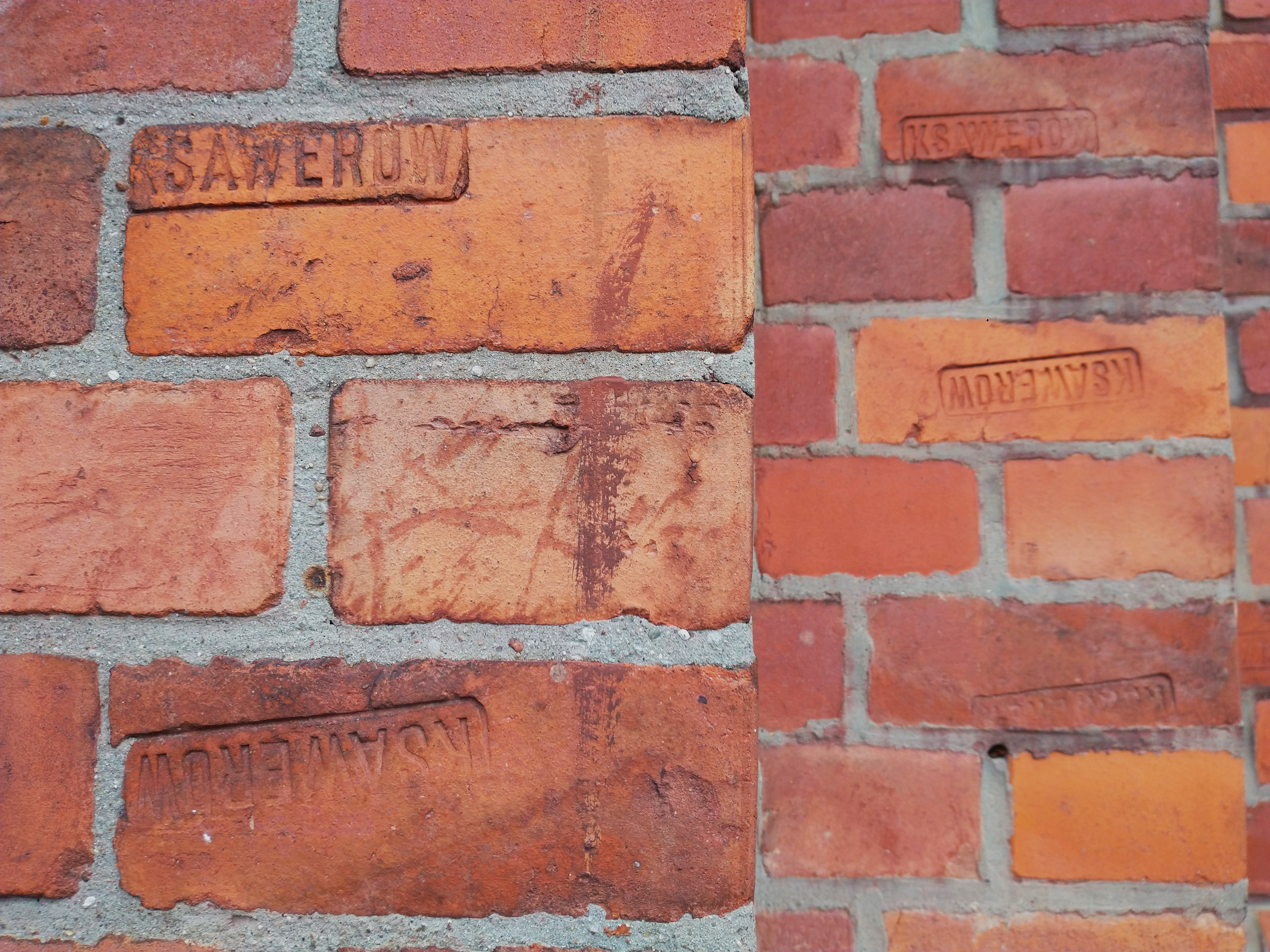
Stemple cegielniane z Ksawerowa